# Procapra
Procapra é um gênero de mamíferos bovídeos, da subfamília Antilopinae, da tribo Antilopini. Contém três espécies: 
- Procapra gutturosa — Gazela-mongol
- Procapra picticaudata — Gazela-tibetana
- Procapra przewalskii — Gazela-de-przewalski